# Francesco Caroli
Francesco Caroli (* 28. September 1922 in Italien; † 18. Mai 2004 in Châlons-en-Champagne/Frankreich) war ein italienischer Artist und Clown.
Der aus einer Artistenfamilie – die für ihre Pferdedressuren bekannt war – entstammende Caroli trat bereits vor dem Krieg mit seinen Brüdern Ernesto und Enrico in allen großen Manegen Europas auf. Nach Carolis eigenen Angaben kam für ihn die große Wende im Alter von 17 Jahren, als er im Magdeburger Zirkus Blumenfeld den ausgefallenen Weißclown ersetzen musste. Er fand Gefallen an seiner neuen Rolle und erlernte die "hohe Kunst der Commedia dell'Arte in Mimik und Gestik".
Neben Engagements in den großen Zirkusarenen von Knie, Krone, Busch, Sarrasani und – die letzten 12 Jahre – Roncalli, spielte er im Film mit Gina Lollobrigida und Burt Lancaster.
Das Selbstverständnis seines Berufes beschrieb Caroli einmal wie folgt: "Der Weißclown ist die Respektsperson, der Intelligente, der den Dummen August vorführt. Niemals darf sich der Clown in den Vordergrund stellen, sonst tötet er den Dummen August."
Caroli, der mit Charlie Chaplin befreundet war, war ein vielseitig begabter Künstler. Neben dem Saxophon spielte er Klarinette, Trompete, Gitarre und Klavier. Außerdem beherrschte er die Sprachen Italienisch, Deutsch, Französisch, Englisch und Russisch fließend.
1990 holte ihn Bernhard Paul für den Zirkus Roncalli zu Roncalli. Dort nannte ihn die Zirkusfamilie nur "Onkel". Wer Sorgen hatte, ging zu Francesco. Darauf war er stolz. "Es ist ein Beruf mit Herz", sagte er. "Es würde nicht passen, wenn einer ein schlechter Mensch und ein Weißclown ist." Das zeigte er seinem Publikum jeden Abend. In seiner Zeit bei Roncalli wurde seine Begrüßung "Kommen Sie rein, lassen Sie Ihren Kummer draußen. Werden Sie wieder Kind", zu seinem Markenzeichen.
Caroli hatte bis ein Jahr vor seinem Tod, im Alter von 81 Jahren, mit dem Roncalli-Direktor Bernhard Paul in der Manege gestanden. Im Jahr 2002 betrat er zum letzten Mal genau an seinem 80. Geburtstag die Manege, nach 75 Jahren Zirkusleben, davon 63 als Weißclown. Bei dieser Abschiedsvorstellung in München weinten Zuschauer, Artisten und auch Francesco selbst.
Seine letzten Monate verbrachte er in seinem Apartment 120 Kilometer von Paris entfernt an der Seite seiner Frau Odette, einer ehemaligen französischen Kunstreiterin.
Francesco Caroli gilt als der "berühmteste Weißclown der Welt".

## Dokumentation
- 1993: Clowns-Geschichten, 30-minütige Fernsehdokumentation für den Bayerischen Rundfunk